# Tetrachondra
- Commons
- Wikispecies

Tetrachondra é um gênero botânico da família Tetrachondraceae..